# Charlotte Klinder
Charlotte Marie Johanna Klinder, genannt Lotte (* 8. August 1891 in Erfurt; † 2. Dezember 1943 in Berlin) war eine deutsche Schauspielerin.

## Leben
Lotte Klinder war die Tochter des Schauspielers Paul Klinder und seiner Ehefrau Katharina Barbara geb. Foertner. Die Familie war evangelischer Konfession. Im Alter von 16 Jahren (im Spätsommer 1907) begann die gebürtige Erfurterin ihre Bühnentätigkeit als Lotte Klinder am Fürstlichen Theater zu Sondershausen. Im Jahr darauf wechselte sie an das Stadttheater im westpreußischen Thorn und 1909 für zwei Spielzeiten an das Stadttheater der pommerschen Hauptstadt Stettin. Nach einer Saison am Schauspielhaus Bremen (1911/12) ging Klinder 1912 für sechs Jahre an die Vereinigten Theater nach Köln, ehe sie zum Kriegsende 1918 in Hamburg eintraf, um dort ein Engagement am Thalia Theater anzutreten.
Seit Juni 1921 in Berlin ansässig, wirkte die Künstlerin unter anderem am Residenz-Theater und am Trianon-Theater. Sporadisch trat sie seitdem mit Nebenrollen auch vor die Kamera. Charlotte Klinder zog sich recht bald ins Privatleben zurück, nachdem sie den Berufskollegen Paul Otto geheiratet hatte. Unter dessen Regie und an dessen Seite war sie unter anderem im Sommer 1925 in dem Schwank Madame Bonivard zu sehen.
Als im Herbst 1943 durch einen Zufall die bis dahin geheimgehaltene jüdische Herkunft Paul Ottos aufflog, entschloss sich das Ehepaar am 30. November 1943 zum gemeinschaftlichen Suizid in der gemeinsamen Wohnung am Bundesratufer 7 in Berlin-Moabit. Sie überlebte, erlag aber bereits am 2. Dezember 1943 ihrer Veronalvergiftung und Lungenentzündung.

## Filmografie
- 1919: Der Tod und die Liebe
- 1919: Brutal
- 1922: Miss Rockefeller filmt
- 1922: Wer wirft den ersten Stein
- 1923: Das Abenteuer von Sagossa
- 1924: Ich hatt’ einen Kameraden
- 1925: Frauen, die nicht lieben dürfen
- 1938: Eine Frau kommt in die Tropen